# Bosuta
Bosuta (en serbe cyrillique : Босута) est un village de Serbie situé dans la municipalité d'Aranđelovac, district de Šumadija. Au recensement de 2011, il comptait 476 habitants.

## Démographie

### Évolution historique de la population
| 1948  | 1953  | 1961  | 1971  | 1981 | 1991 | 2002 | 2011 |
| ----- | ----- | ----- | ----- | ---- | ---- | ---- | ---- |
| 1 358 | 1 321 | 1 211 | 1 034 | 856  | 698  | 606  | 476  |

|  |